# ATP Challenger São Paulo (2013–2016)
Das ATP Challenger São Paulo (offizieller Name: Campeonato Internacional de Tênis) war ein Tennisturnier in São Paulo, das 2013 zum ersten Mal ausgetragen wurde. Es war Teil der ATP Challenger Tour und wurde im Freien auf Sandplatz gespielt.

## Liste der Sieger

### Einzel
| Jahr | Sieger                 | Finalgegner       | Ergebnis  |
| ---- | ---------------------- | ----------------- | --------- |
| 2016 | Gonzalo Lama           | Ernesto Escobedo  | 6:2, 6:2  |
| 2015 | Guido Pella            | Christian Lindell | 7:5, 7:61 |
| 2014 | Rogério Dutra da Silva | Blaž Rola         | 6:4, 6:2  |
| 2013 | Alejandro González     | Eduardo Schwank   | 6:2, 6:3  |

### Doppel
| Jahr | Sieger                           | Finalgegner                        | Ergebnis          |
| ---- | -------------------------------- | ---------------------------------- | ----------------- |
| 2016 | Fabrício Neis Caio Zampieri      | José Pereira Alexandre Tsuchiya    | 6:4, 7:63         |
| 2015 | Chase Buchanan Blaž Rola         | Guido Andreozzi Sergio Galdós      | 6:4, 6:4          |
| 2014 | Guido Pella Diego Schwartzman    | Máximo González Andrés Molteni     | 1:6, 6:3, [10:4]  |
| 2013 | Fernando Romboli Eduardo Schwank | Marcelo Arévalo Nicolás Barrientos | 6:76, 6:4, [10:8] |